# Eslavônia

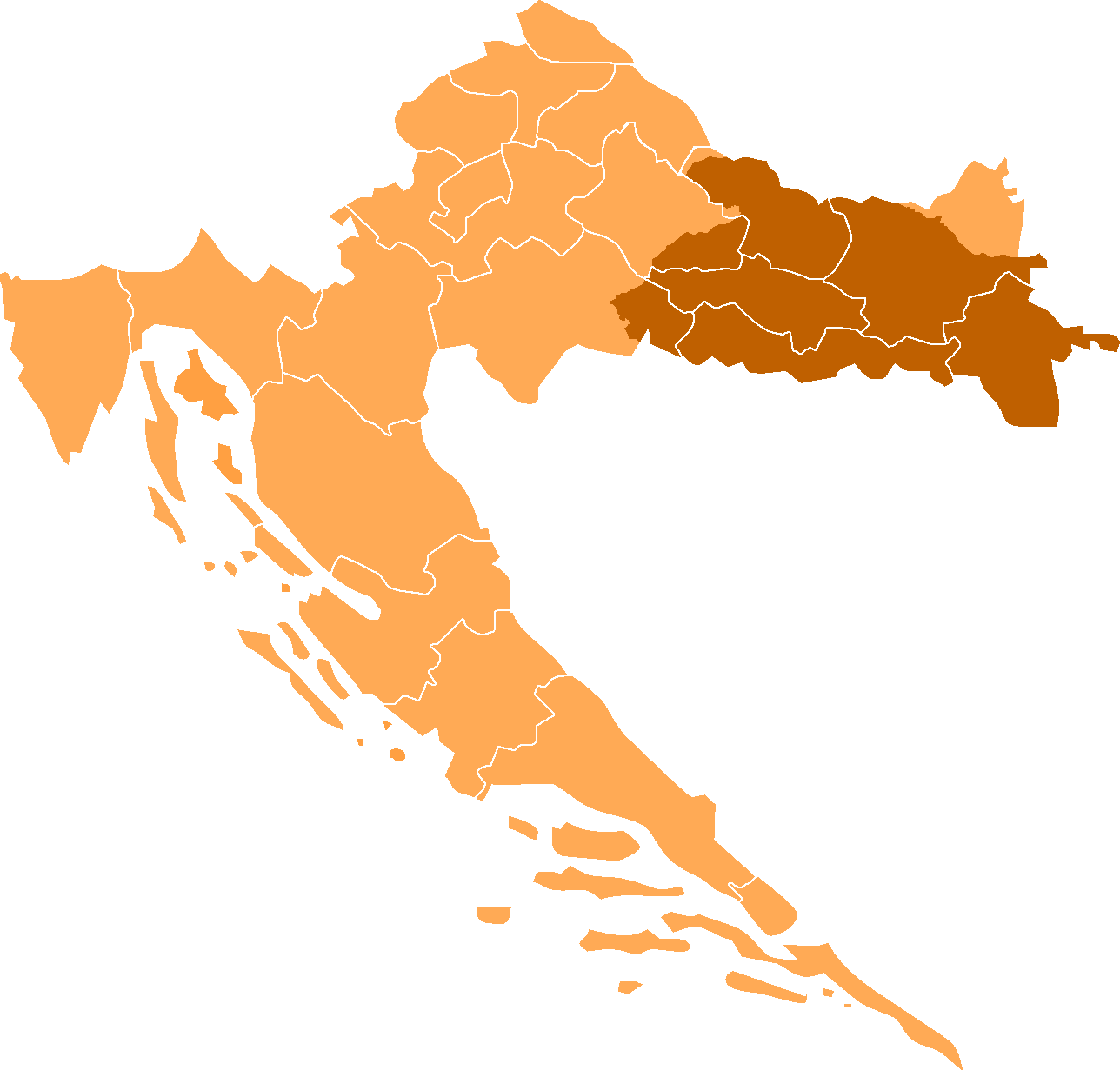
Mapa da Croácia mostrando a região da Eslavônia

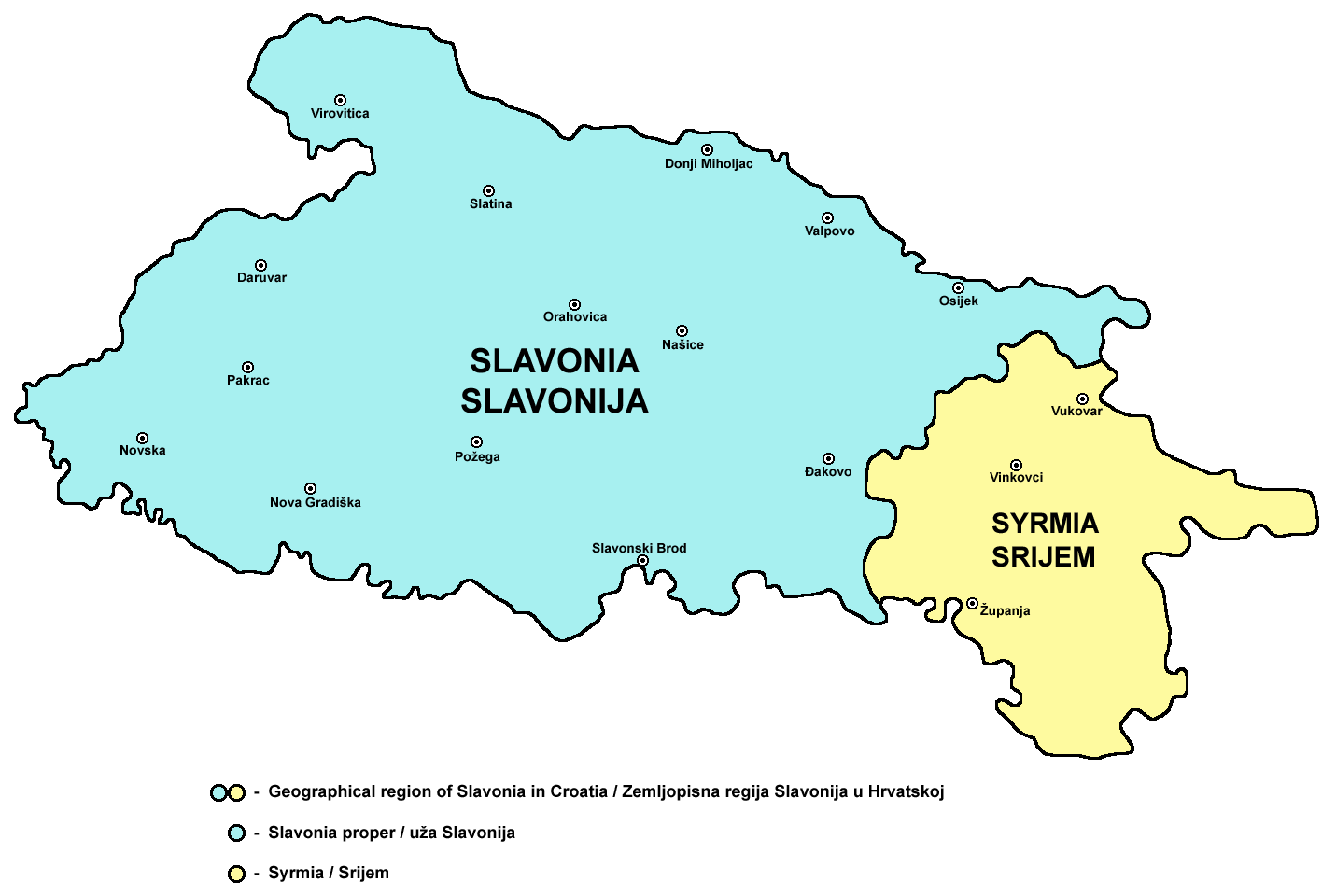
Eslavônia

A Eslavônia (português brasileiro) ou Eslavónia (português europeu) (em croata:  Slavonija) é uma região geográfica e histórica da Croácia oriental. Terra fértil com cultivos agrícolas e com florestas, é delimitada em parte pelo rio Drava ao norte e pelo rio Sava ao sul. Faz parte da região maior da Sírmia. Os seus habitantes chamam-se eslavônios.

## História
A região fez parte da província romana da Panônia. No século VII, os croatas (um povo eslavo) sucederam na região um estado eslavo vassalo dos ávaros. A Eslavônia, assim como o restante da Croácia, tornou-se parte do Reino da Hungria em 1102. Caiu sob domínio turco no século XVI e passou às mãos dos Habsburgos com o tratado de Karlowitz. Durante o governo dos Habsburgos, a Eslavônia tornou-se um reino autônomo no seio do Império Habsburgo, embora fosse parte, em teoria, da Hungria dos Habsburgos. A porção sul da Eslavônia integrava a Fronteira Militar (Krajina eslavônia).
As Revoluções de 1848 transformaram-na em terra da coroa da Áustria, mas a Eslavônia e a Croácia foram reunidas numa região autônoma Croácia-Eslavônia, que foi devolvida à coroa da Hungria em 1868. Tornou-se parte do Reino da Iugoslávia em 1918. Durante a Segunda Guerra Mundial, fez parte do Estado Independente da Croácia, com a sua porção setentrional controlada pela Alemanha nazista. Quando a Federação Iugoslava foi formada após a guerra, a Eslavônia passou a integrar a República Socialista da Croácia. 
Quando a Croácia declarou sua independência em 1991, os sérvios da Krajina estabeleceram o seu próprio estado em partes da Eslavônia Oriental e da Eslavônia Ocidental. A porção oriental era chamada "Região Autônoma Sérvia da Eslavônia, Baranja e Sírmia Ocidental" e englobava a área a leste de Osijek e Vinkovci e a nordeste de Županja, inclusive as cidades de Vukovar e Ilok, enquanto que a porção ocidental incluía a área em torno de Okučani e a maior parte de Psunj. 
Em maio de 1995, a região ocidental foi devolvida à Croácia na Operação Flash. Em 1996, a parte oriental foi entregue à UNTAES (Administração Transitória das Nações Unidas para a Eslavônia Oriental, Baranja e Sírmia Ocidental) e reintegrada à Croácia em 1998.

## Geografia
A região é delimitada ao norte pelo rio Drava (fronteira com a Hungria),  ao sul pelo rio Sava (fronteira com a Bósnia e Herzegovina) e a leste pelo rio Danúbio (fronteira com a província sérvia da Voivodina), e dividida em cinco condados, com uma população total de  781 454 (2001). A maior cidade é Osijek, com uma população de 114 616 (2001). Outras cidades: Belišće, Đakovo, Našice, Nova Gradiška, Požega, Slatina, Slavonski Brod, Valpovo, Vinkovci, Vukovar, Virovitica, Županja.